# Che fare (rivista)
Che Fare, sottotitolata bollettino di critica e azione d'avanguardia, è stata una rivista di politica e cultura fondata a Milano nel 1967 da Roberto Di Marco, Francesco Leonetti e Gianni Scalia, con la collaborazione artistica di Arnaldo Pomodoro. Il titolo è un riferimento a un noto saggio di Lenin. 

## Storia editoriale
La rivista, vicina alle posizioni politiche dell'Estrema sinistra, sostenne il movimento del Sessantotto pubblicandone i documenti, tentando di saldare "un rapporto tra eversione letteraria e lotta del proletariato". Dopo il 1973, Di Marco e Leonetti la trasformarono in "rivista di dibattito" interna al Partito Comunista (Marxista-Leninista) Italiano, "nel segno del primato della prassi politica sulla letteratura". Vi collaborarono tra gli altri Mario Spinella, Paolo Valesio, Giorgio Celli, Franco Basaglia, Giovanni Jervis, Mario Dondero, Allen Ginsberg, Enzo Melandri. Come forma di autofinanziamento la rivista organizzò una mostra-mercato cui parteciparono artisti quali Enrico Baj, Alberto Burri, Enrico Castellani, Lucio Fontana, Roy Lichtenstein, Robert Rauschenberg, Toti Scialoja, Giulio Turcato. 